# 普雷瑟維爾 (愛達荷州)
普萊瑟維爾（英語：Placerville）是一個位於美國愛達荷州博伊西縣的城市。

## 地理
普萊瑟維爾的座標為43°56′36″N 115°56′47″W / 43.94333°N 115.94639°W，而該地的平均海拔高度為1318米（即4324英尺）。

## 人口
根據2010年美國人口普查的數據，普萊瑟維爾的面積為2.59平方千米，當中陸地面積為2.59平方千米，而水域面積為0.00平方千米。當地共有人口53人，而人口密度為每平方千米20.46人。